# Cirsium ciliolatum
Cirsium ciliolatum là một loài thực vật có hoa trong họ Cúc. Loài này được (L.F.Hend.) J.T.Howell mô tả khoa học đầu tiên năm 1959.